# Karl Nickul
Karl Voldemar Nickul, född 31 december 1900 i Uleåborg, död 2 juni 1980 i Esbo , var en finländsk geodet och författare, mest känd för sina böcker om samerna i allmänhet och skolterna i synnerhet.

## Biografi
Under 1920- och 1930-talen utförde Nickul lantmäteriarbete i det då finländska Petsamoområdet och kom därvid i kontakt med skoltsamerna. Han började studera deras kultur och framträdde som förespråkare för deras rättigheter. Under vintern 1938 producerade Nickul tillsammans med Kustaa Vilkuna och Eino Mäkinen en film om skolterna i byn Suonikylä (Suenjel). Byn förstördes under finska vinterkriget, Petsamo avträddes till Ryssland, varefter skolterna evakuerades till Finland.
Under 1956–1968 var Nickul ordförande för finländska sektionen av Samerådet och 1962–1972 var han rådets generalsekreterare. Han var även en av de ledande krafterna inom Finlands fredsförbund och dess sekreterare 1931–1966. Han blev politices hedersdoktor 1970.